# 雷公計島
雷公計島（日语：／ Raikoke tō */?），俄語音譯雷科克岛（羅馬化：Raikoke），是俄罗斯千島群島中部的島嶼，位於松轮岛的北面，由薩哈林州管轄。
島名是源於阿伊努語「ray-kot-ke/」，其中意為「地獄」、意為「穴」、意為「地方」，即意為「地獄之穴之地方」。另一方面，《元祿御國繪圖》是以標記，可能源自「rakko-ak/」，意為「狩獵海獺的地方」。